# Ercole Rabitti
Ercole Rabitti (Turín, Provincia de Turín, Italia, 24 de agosto de 1921-Ferrara, Provincia de Ferrara, Italia, 27 de mayo de 2009) fue un futbolista y director técnico italiano. Se desempeñaba en la posición de delantero.

## Clubes

### Como futbolista
| Club            | País   | Año         |
| --------------- | ------ | ----------- |
| Juventus F. C.  | Italia | 1939 - 1943 |
| Casale Calcio   | Italia | 1944        |
| A. C. Cuneo     | Italia | 1945 - 1946 |
| Spezia Calcio   | Italia | 1946 - 1947 |
| F. C. Viareggio | Italia | 1947 - 1948 |
| Calcio Como     | Italia | 1948 - 1952 |
| A. C. Fanfulla  | Italia | 1952 - 1955 |
| A. C. Cecina    | Italia | 1955 - 1956 |
| A. C. Ancona    | Italia | 1956 - 1957 |

### Como entrenador
| Club            | País   | Año         |
| --------------- | ------ | ----------- |
| Savona F. B. C. | Italia | 1966 - 1967 |
| Juventus F. C.  | Italia | 1969 - 1970 |
| Torino F. C.    | Italia | 1979 - 1981 |

## Palmarés

### Como futbolista

#### Campeonatos nacionales
| Título      | Club           | País   | Año     |
| ----------- | -------------- | ------ | ------- |
| Copa Italia | Juventus F. C. | Italia | 1941-42 |
| Serie B     | Calcio Como    | Italia | 1948-49 |